# Carlos Alcaraz Garfia
Carlos Alcaraz Garfia   (El Palmar, 5 de maig de 2003) és un tennista espanyol que va ser número 1 del rànquing ATP l'any 2022, l'home més jove d'assolir esta fita en la disciplina esportiva del tennis.
En el seu palmarés té sis títols individuals, entre els quals en destaquen tres Grand Slam, l'US Open 2022, Wimbledon 2023, Roland Garros 2024, Wimbledon 2024, Roland Garros 2025 i dos de categoria Masters. Va accedir al capdavant del rànquing individual l'ATP amb només 19 anys, fet que el va convertir en el tennista més jove en aconseguir-ho en categoria masculina. El 2022 es va convertir en el primer tennista masculí espanyol en guanyar el torneig Miami Open pertanyent a l'World Tour Masters 1000 de l'ATP.

## Biografia
Carlos Alcaraz Garfia va néixer el 5 de maig de 2003, a El Palmar, Múrcia, Espanya, fill de Carlos Alcaraz González i Virginia Garfia Escandón. Té tres germans. Va començar a jugar a tennis en la Reial Societat Club de Camp de Múrcia, del qual el seu pare n'era director de l'acadèmia. Quan va començar a destacar en l'esport, va traslladar-se a Villena per entrenar a l'acadèmia esportiva Equelite JC Ferrero sota les ordres de l'extennista professional Juan Carlos Ferrero.

## Torneigs de Grand Slam

### Individual: 6 (5−1)
| Resultat  | Núm. | Any  | Torneig       | Oponent          | Marcador                            |
| --------- | ---- | ---- | ------------- | ---------------- | ----------------------------------- |
| Guanyador | 1.   | 2022 | US Open       | Casper Ruud      | 6−4, 2−6, 7−6(1), 6−3               |
| Guanyador | 2.   | 2023 | Wimbledon     | Novak Đoković    | 1−6, 7−6(6), 6−1, 3−6, 6−4          |
| Guanyador | 3.   | 2024 | Roland Garros | Alexander Zverev | 6−3, 2−6, 5−7, 6−1, 6−2             |
| Guanyador | 4.   | 2024 | Wimbledon (2) | Novak Đoković    | 6−2, 6−2, 7−6(4)                    |
| Guanyador | 5.   | 2025 | Roland Garros | Jannik Sinner    | 4−6, 6−7(4), 6−4, 7−6(3), 7−6(10−2) |
| Finalista | 1.   | 2025 | Wimbledon     | Jannik Sinner    | 6−4, 4−6, 4−6, 4−6                  |

## Jocs Olímpics

### Individual
| Any  | Campionat                    | Oponent       | Resultat       |
| ---- | ---------------------------- | ------------- | -------------- |
| 2024 | Jocs Olímpics, París, França | Novak Đoković | 6−7(3), 6−7(2) |

## Carrera professional

### 2023
El 7 de gener, Alcaraz va anunciar la seva retirada de l'Open d'Austràlia a causa d'una lesió als isquiotibials de la cama dreta que va patir mentre s'entrenava. Després de finalitzar el torneig, va perdre el número 1 mundial a favor del campió Novak Đjoković. Va mantenir el lloc durant un total de 20 setmanes.
En el seu primer torneig de tornada per a la temporada 2023 al Golden Swing de Sud-amèrica, Alcaraz va guanyar el seu setè títol a l'Open d'Argentina a Buenos Aires, derrotant al segon cap de sèrie Cameron Norrie. Es va convertir en el primer adolescent en guanyar l'esdeveniment. Defensant el seu títol a l'Open de Rio, va aconseguir arribar a dues finals consecutives, i la seva desena en total com a adolescent empatat amb Jimmy Connors, Michael Chang i Lleyton Hewitt. Alcaraz va derrotar el classificat xilè Nicolás Jarry per arribar a la final, on va tornar a jugar contra Cameron Norrie, però va perdre en tres sets. Alcaraz també tenia previst jugar a Acapulco al febrer, però es va retirar abans del torneig després de patir una altra lesió als isquiotibials.
Al Masters d'Indian Wells va aconseguir la victòria número 100 de la seva carrera, en derrotar el 31è cap de sèrie, Tallon Griekspoor, per assolir la quarta ronda, cosa que el va convertir en el segon jugador més ràpid en arribar a aquesta posició després de John McEnroe i més ràpid que els 3 Grans (Federer, Nadal i Đoković). Va arribar a semifinals després de la retirada de Jack Draper i després de derrotar el vuitè cap de sèrie, Félix Auger-Aliassime. En un partit anticipat, Alcaraz va derrotar a l'onzè cap de sèrie Jannik Sinner en sets consecutius per arribar a la final. Va guanyar el vuitè títol de la seva carrera i el tercer de Masters 1000 sobre el cinquè cap de sèrie Daniil Medvedev, trencant la seva ratxa de 19 partits guanyats i convertint-se en el primer jugador a guanyar el torneig sense cedir un set des de Roger Federer el 2017. A més, es va convertir en el novè i més jove home en guanyar les dues etapes del Sunshine Double. Com a resultat, va tornar al número 1 mundial el 20 de març de 2023.
A Miami, on Alcaraz era el defensor del títol, va arribar a les semifinals sense haver cedit un sol set, derrotant Facundo Bagnis, Dušan Lajović, Tommy Paul (16è cap de sèrie) i Taylor Fritz (9è cap de sèrie). Aquesta vegada va perdre contra el desè cap de sèrie Jannik Sinner en tres sets. Va caure al núm. 2 de la classificació en no haver pogut defensar els punts del seu títol de l'any anterior.
Alcaraz tenia previst jugar el Masters de Montecarlo la setmana següent, però es va retirar a causa d'una artritis posttraumàtica a la mà esquerra. Va començar la gira europea a terra batuda a l'Open de Barcelona, on era el campió defensor. Va derrotar Nuno Borges, Roberto Bautista i Alejandro Davidovich, Dan Evans a semifinals i Stéfanos Tsitsipàs a la final per defensar amb èxit el seu títol sense cedir un set. També va ser el tercer títol de la temporada. A l'Open de Madrid va guanyar el desè títol de la seva carrera en derrotar a la final a Jan-Lennard Struff i defensar amb èxit el seu títol. Alcaraz es va convertir en el sisè jugador més jove en assolir els 10 títols a l'Era Open.

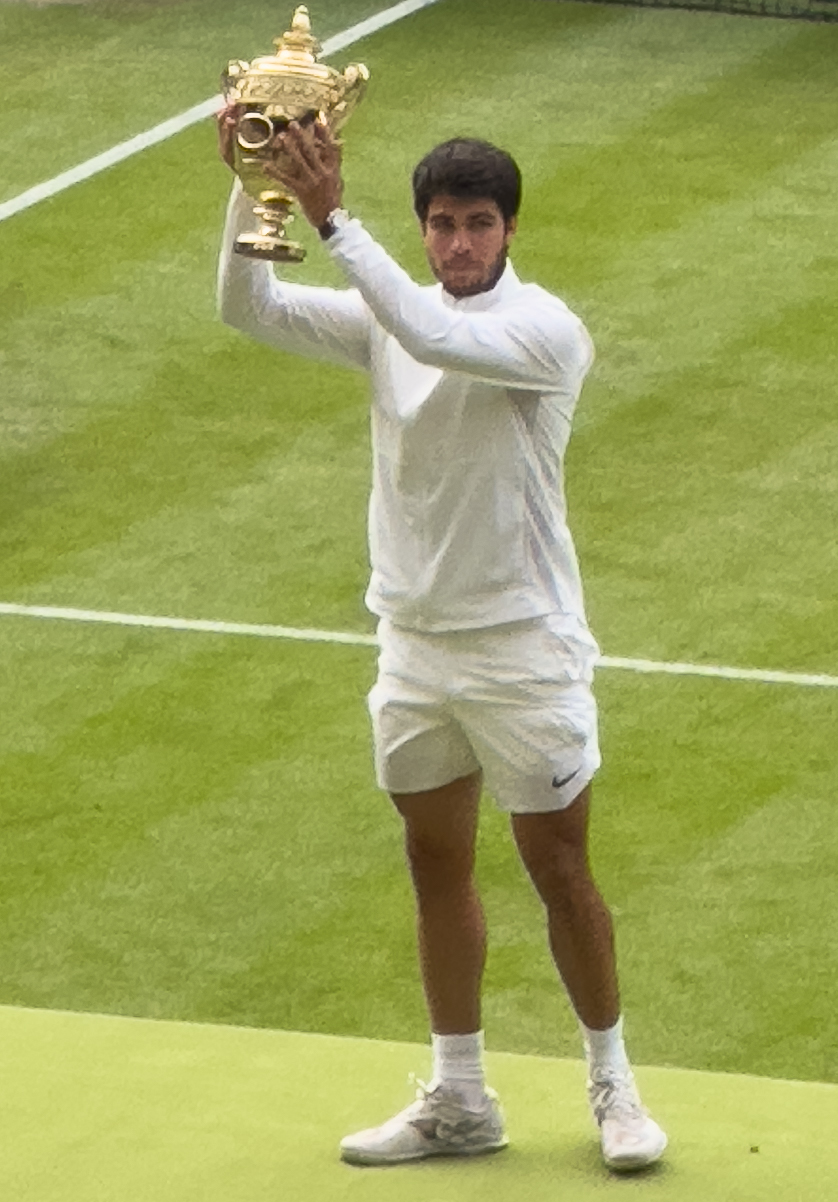
Alcaraz aixecant el trofeu de Wimbledon després de guanyar a Novak Djoković.

Al següent torneig sobre terra batuda, el Masters de Roma, Alcaraz es va guanyar l'oportunitat de fer-se amb el número 1 mundial amb només jugar el seu partit de segona ronda. Després de la victòria, va recuperar el primer lloc de Novak Djokovic. No obstant això, va ser derrotat a la següent ronda per Fabian Marozsan, número 135 del món, en sets consecutius. A l'Open de França del 2023, Alcaraz va avançar a semifinals, però va ser derrotat per Novak Djokovic en quatre sets després de patir rampes al començament del tercer set. Djokovic va recuperar el número 1 del rànquing d'Alcaraz, després que aquest acabés guanyant el torneig.
Al Queen's Club Championships, va aconseguir el primer títol de la seva carrera sobre herba, en vèncer en la final a l'australià Alex de Minaur en dos sets. La victòria en el torneig londinenc també el va tornar al número 1 mundial de la classificació. Al Campionat de Wimbledon de 2023, com a primer cap de sèrie, va arribar a la final després de vèncer Jeremy Chardy, Alexandre Muller, Nicolas Jarry, Matteo Berrettini, Holger Rune i Daniil Medvedev. Alcaraz va derrotar Novak Djokovic en cinc sets a la final, posant fí a la ratxa de 34 victòries consecutives de Djokovic a Wimbledon i assegurant-se el número 1 de la classificació. Amb aquesta victòria, Alcaraz es va convertir en el segon jugador, després d'Andy Murray, a derrotar Djokovic a la final de Wimbledon. A més, Alcaraz es va convertir en el primer jugador no pertanyent als “4 grans” (Federer, Nadal, Đoković i Murray) en guanyar Wimbledon des de la victòria de Lleyton Hewitt el 2002.

## Palmarès

### Individual: 28 (21−7)
| Llegenda                          |
| --------------------------------- |
| Grand Slams (5−1)                 |
| Jocs Olímpics Argent (1)          |
| ATP Finals (0−0)                  |
| ATP World Tour Masters 1000 (7−1) |
| ATP World Tour 500 (7−3)          |
| ATP World Tour 250 (2−1)          |

| Títols per superfície |
| --------------------- |
| Dura (6−1)            |
| Gespa (4−1)           |
| Terra batuda (11−5)   |

| Resultat  | Núm. | Data                   | Torneig                      | Superfície   | Oponent             | Marcador                            |
| --------- | ---- | ---------------------- | ---------------------------- | ------------ | ------------------- | ----------------------------------- |
| Guanyador | 1.   | 25 de juliol de 2021   | Umag, Croàcia                | Terra batuda | Richard Gasquet     | 6−2, 6−2                            |
| Guanyador | −    | 13 de novembre de 2021 | Next Gen ATP Finals, Itàlia  | Terra batuda | Sebastian Korda     | 4−3(5), 4−2, 4−2                    |
| Guanyador | 2.   | 20 de febrer de 2022   | Rio de Janeiro, Brasil       | Terra batuda | Diego Schwartzman   | 6−4, 6−2                            |
| Guanyador | 3.   | 3 d'abril de 2022      | Miami, Estats Units          | Dura         | Casper Ruud         | 7−5, 6−4                            |
| Guanyador | 4.   | 24 d'abril de 2022     | Barcelona, Espanya           | Terra batuda | Pablo Carreño Busta | 6−3, 6−2                            |
| Guanyador | 5.   | 15 de maig de 2022     | Madrid, Espanya              | Terra batuda | Alexander Zverev    | 6−3, 6−1                            |
| Finalista | 1.   | 24 de juliol de 2022   | Hamburg, Alemanya            | Terra batuda | Lorenzo Musetti     | 4−6, 7−6(6), 4−6                    |
| Finalista | 2.   | 31 de juliol de 2022   | Umag, Croàcia                | Terra batuda | Jannik Sinner       | 7−6(5), 1−6, 1−6                    |
| Guanyador | 6.   | 11 de setembre de 2022 | US Open, Estats Units        | Dura         | Casper Ruud         | 6−4, 2−6, 7−6(1), 6−3               |
| Guanyador | 7.   | 19 de febrer de 2023   | Buenos Aires, Argentina      | Terra batuda | Cameron Norrie      | 6−3, 7−5                            |
| Finalista | 3.   | 26 de febrer de 2023   | Rio de Janeiro               | Dura         | Cameron Norrie      | 7−5, 4−6, 5−7                       |
| Guanyador | 8.   | 19 de març de 2023     | Indian Wells, Estats Units   | Dura         | Daniïl Medvédev     | 6−3, 6−2                            |
| Guanyador | 9.   | 23 d'abril de 2023     | Barcelona (2)                | Terra batuda | Stéfanos Tsitsipàs  | 6−3, 6−4                            |
| Guanyador | 10.  | 7 de maig de 2023      | Madrid (2)                   | Terra batuda | Jan-Lennard Struff  | 6−4, 3−6, 6−3                       |
| Guanyador | 11.  | 25 de juny de 2023     | Londres, Regne Unit          | Gespa        | Alex de Minaur      | 6−4, 6−4                            |
| Guanyador | 12.  | 16 de juliol de 2023   | Wimbledon, Regne Unit        | Gespa        | Novak Đoković       | 1−6, 7−6(6), 6−1, 3−6, 6−4          |
| Finalista | 4.   | 20 d'agost de 2023     | Cincinnati, Estats Units     | Dura         | Novak Đoković       | 7−5, 6−7(7), 6−7(4)                 |
| Guanyador | 13.  | 17 de març de 2024     | Indian Wells (2)             | Dura         | Daniïl Medvédev     | 7−6(5), 6−1                         |
| Guanyador | 14.  | 9 de juny de 2024      | Roland Garros, França        | Terra batuda | Alexander Zverev    | 6−3, 2−6, 5−7, 6−1, 6−2             |
| Guanyador | 15.  | 13 de juliol de 2024   | Wimbledon (2)                | Gespa        | Novak Đoković       | 6−2, 6−2, 7−6(4)                    |
| Finalista | 5.   | 4 d'agost de 2024      | Jocs Olímpics, París, França | Terra batuda | Novak Đoković       | 6−7(3), 6−7(2)                      |
| Guanyador | 16.  | 2 d'octubre de 2024    | Pequín, Xina                 | Dura         | Jannik Sinner       | 6−7(6), 6−4, 7−6(3)                 |
| Guanyador | 17.  | 9 de febrer de 2025    | Rotterdam, Països Baixos     | Dura (i)     | Alex de Minaur      | 6−4, 3−6, 6−2                       |
| Guanyador | 18.  | 13 d'abril de 2025     | Montecarlo, Mònaco           | Terra batuda | Lorenzo Musetti     | 3−6, 6−1, 6−0                       |
| Finalista | 6.   | 20 d'abril de 2025     | Barcelona                    | Terra batuda | Holger Rune         | 6−7(6), 2−6                         |
| Guanyador | 19.  | 18 de maig de 2025     | Roma, Itàlia                 | Terra batuda | Jannik Sinner       | 7−6(5), 6−2                         |
| Guanyador | 20.  | 8 de juny de 2025      | Roland Garros (2)            | Terra batuda | Jannik Sinner       | 4−6, 6−7(4), 6−4, 7−6(3), 7−6(10−2) |
| Guanyador | 21.  | 22 de juny de 2025     | Londres (2)                  | Gespa        | Jiří Lehečka        | 7−5, 6−7(5), 6−2                    |
| Finalista | 7.   | 13 de juliol de 2025   | Wimbledon                    | Gespa        | Jannik Sinner       | 6−4, 4−6, 4−6, 4−6                  |

#### Períodes com a número 1
| Núm. | Predecessor     | Dates                   | Successor     | Setmanes | Acumulat |
| ---- | --------------- | ----------------------- | ------------- | -------- | -------- |
| 1.   | Daniïl Medvédev | 12/09/2022 − 29/01/2023 | Novak Đoković | 20       | 20       |
| 2.   | Novak Đoković   | 20/03/2023 − 02/04/2023 | Novak Đoković | 2        | 22       |
| 3.   | Novak Đoković   | 22/05/2023 − 11/06/2023 | Novak Đoković | 3        | 25       |
| 4.   | Novak Đoković   | 26/06/2023 − 10/09/2023 | Novak Đoković | 11       | 36       |

## Trajectòria

### Individual
| Open d'Austràlia | A   | 2R    | 3R    | A     | QF    | QF | 0 / 4    | 11 – 4   |
| Roland Garros | Q1  | 3R    | QF    | SF    | G     | G  | 2 / 5    | 25 – 3   |
| Wimbledon | NC  | 2R    | 4R    | G     | G     |    | 2 / 4    | 18 – 2   |
| US Open | A   | QF    | G     | SF    | 2R    |    | 1 / 4    | 17 – 3   |
| ATP Finals | A   | A     | A     | SF    | RR    |    | 0 / 2    | 3 – 4    |
| Total Victòries–Derrotes                                                                                                   | 1−1 | 32−17 | 57−13 | 65−12 | 54−13 |    | 246 – 61 | 246 – 61 |
| Rànquing a final d'any | 141 | 32    | 1     | 2     |       |    |          |          |
| Llegenda: G: Guanyador; F: Finalista; SF: Semifinalista; QF: Quarts de final; Q: Qualificació; A: Absent; RR: Round Robin; |     |       |       |       |       |    |          |          |

## Guardons
- ATP Newcomer of the Year (2020)
- Laureus World Sports Award for Breakthrough of the Year (2023)[26]